# The Commitments (película)
Los Commitments (en inglés: The Commitments) es una película de 1991 dirigida por Alan Parker basada en la novela homónima, de Roddy Doyle. Protagonizada por Robert Arkins, Johnny Murphy, Colm Meaney, Michael Aherne, Angeline Ball, Maria Doyle Kennedy, Dave Finnegan, Bronagh Gallagher, Félim Gormley, Glen Hansard, Dick Massey, Kenneth McCluskey, Andrew Strong y un largo reparto. Es una coproducción de Irlanda, Reino Unido y Estados Unidos.
La película fue galardonada con el Premio BAFTA 1992 a mejor película, dirección, guion y montaje.

## Argumento
En un barrio obrero de Dublín Norte, Jimmy Rabbitte (R. Arkins), un joven adolescente, sueña con fundar su propia banda de música soul, siguiendo el estilo de sus ídolos Otis Redding, Aretha Franklin, James Brown y Wilson Pickett, entre otros. Cuando sus amigos, primeros integrantes de la banda, le preguntan el porqué de querer formar una banda de música negra, él contesta: 

Los irlandeses son los negros de Europa; los dublineses son los negros de Irlanda; los de Dublín Norte son los negros de Dublín.

Comienza colocando un anuncio en un periódico, llamando a una selección en el domicilio de sus padres. Muchos interesados empiezan a aparecer, y con frecuencia son despedidos de entrada, con un portazo de Jimmy. Finalmente, Dean (F. Gormley), Outspan (G. Hansard), Steven (M. Aherne), Derek (K. McCluskey), Mickah (D. Finnegan), reemplazado después por Billy Mooney (D. Massey), y el veterano trompetista Joey Fagan (The Lips, J. Murphy), que narra historias sobre su juventud en la cual había conocido y trabajado con famosos artistas, son seleccionados.
Los primeros ensayos musicales son caóticos. Jimmy decide agregar a un cantante. Es así que conoce a Deco (A. Strong) cantando borracho en una boda de unos conocidos. Finalmente se agregan tres chicas del vecindario: Natalie (M. Doyle Kennedy), Imelda (A. Ball) y Bernie (B. Gallagher) a la parte coral. La banda elige el nombre de The Commitments, y empieza a presentarse en público en distintos ambientes, llenos de entusiasmo y ambición. Pero pronto comienzan a aparecer dificultades entre los integrantes: celos, envidia, oportunismo, desengaños y diferencias de carácter y artísticas comienzan a minar la escasa disciplina del grupo. El futuro de la banda es incierto.

## Varios
De su banda sonora destaca el tema Mustang Sally, un clásico de Mack Rice del año 1965, popularizado por Wilson Pickett.
Fue la primera colaboración de la banda The Corrs, quienes conocerían allí a su mánager.

## Reparto
- Robert Arkins ... Jimmy Rabbitte (mánager)
- Glen Hansard ... Outspan Foster (guitarra)
- Félim Gormley ... Dean Fay (saxofón)
- Johnny Murphy ... Joey The Lips Fagan (trompeta)
- Michael Aherne ... Steven Clifford (piano)
- Kenneth McCluskey ... Derek Scully (bajo)
- Dave Finnegan ... Mickah Wallace (batería)
- Dick Massey ... Billy Mooney (batería)
- Andrea Corr ... Sharon (violín)
- Andrew Strong ... Declan Deco Cuffe (vocalista)
- Angeline Ball ... Imelda Quirke (coro)
- Maria Doyle Kennedy ... Natalie Murphy (coro)
- Bronagh Gallagher ... Berni McGloughline (coro)

## Premios y nominaciones
| 64th Academy Awards                       | Óscar al mejor montaje                               | Gerry Hambling                                                    | Nominado |
| 49th Golden Globe Awards                  | Globo de Oro a la mejor película - Comedia o musical | ————                                                              | Nominado |
| 45th British Academy Film Awards          | BAFTA a la mejor película                            | ————                                                              | Ganador  |
| 45th British Academy Film Awards          | BAFTA al mejor director                              | Alan Parker                                                       | Ganador  |
| 45th British Academy Film Awards          | BAFTA al mejor guion adaptado                        | Dick Clement, Ian La Frenais, Roddy Doyle                         | Ganador  |
| 45th British Academy Film Awards          | BAFTA al mejor montaje                               | Gerry Hambling                                                    | Ganador  |
| 45th British Academy Film Awards          | BAFTA al mejor actor de reparto                      | Andrew Strong                                                     | Nominado |
| 45th British Academy Film Awards          | BAFTA al mejor sonido                                | Clive Winter, Eddy Joseph, Andy Nelson, Tom Perry, Steve Pederson | Nominado |
| 34th Australian Film Institute Awards     | Best Foreign Film                                    | Roger Randall-Cutler, Lynda Myles                                 | Nominado |
| 1992 Brit Awards                          | Best Soundtrack                                      | ————                                                              | Ganador  |
| 1991 Evening Standard British Film Awards | Peter Sellers Award for Comedy                       | Dick Clement, Ian La Frenais, Roddy Doyle                         | Ganador  |
| 12th London Film Critics Circle Awards    | British Producer of the Year                         | Roger Randall-Cutler, Lynda Myles                                 | Ganador  |
| 12th London Film Critics Circle Awards    | British Director of the Year                         | Alan Parker                                                       | Ganador  |
| 12th London Film Critics Circle Awards    | British or Irish Screenwriter of the Year            | Dick Clement, Ian La Frenais, Roddy Doyle                         | Ganador  |
| 1992 Writers Guild of America Awards      | Best Adapted Screenplay                              | Dick Clement, Ian La Frenais, Roddy Doyle                         | Nominado |
| 4th Tokyo International Film Festival     | Tokyo Grand Prix Award                               | ————                                                              | Nominado |
| 4th Tokyo International Film Festival     | Best Director Award                                  | Alan Parker                                                       | Ganador  |